# Pashai

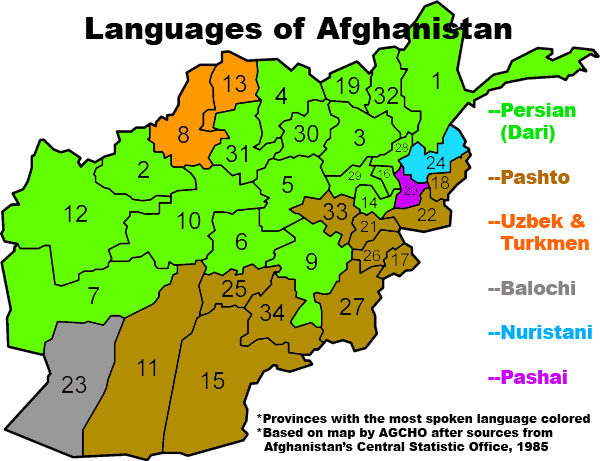
Langues d'Afghanistan.

Le pashai ou pashayi est une des langues dardes parlée par les Pashayi ou Nouristani en Afghanistan par 210 000 locuteurs. Cette langue ne semble pas avoir écrite avant le 21e siècle.
Pashai ou Pashayi est également un nom des anciennes populations animistes des pays dits Kafiristan puis Nuristan qui s'étendaient aussi au nord-ouest du Pakistan (voir Kalasha).